# Ángel G. Hernández
Ángel G. Hernández (2 de octubre de 1890 - 30 de noviembre de 1971) fue un catedrático, político y diplomático hondureño. Fue nombrado Ministro de Educación Pública. Realizó funciones diplomáticas como embajador ante los gobiernos de Panamá y del Perú. Fue nombrado delegado del gobierno de Honduras en muchas conferencias internacionales.

## Vida
Como delegado a la conferencia de “Consolidación de la Paz” en la ciudad de Buenos Aires, capital de la República de la Argentina, propuso la ponencia “Formación del Ciudadano de América por la Educación Cívica". En la ciudad de Lima (Perú), la "Generalización de la Costumbre de Bautizar Escuelas –con el nombre de países Americanos- y la divulgación de los acuerdos aprobados en Conferencias Internacionales". Esta resolución culminó con la Carta de América emitido por la OEA, Organización de Estados Americanos. Años después, en la conferencia de Ann Arbor, Míchigan (Estados Unidos de América), mencionó la forma en que en los colegios puede construirse el "Conocimiento Mutuo de los Pueblos Americanos"; en la conferencia de Panamá, mencionó el tema del Analfabetismo; en la conferencia de México, el tema "La Libertad de Enseñanza", ponencia que fue aprobada y recomendada por los maestros de Cuernavaca al Ministro de Educación de México, licenciado Exequiel Padilla.
En 1946, cuando fue Ministro de Educación, emitió el decreto correspondiente, asignando la partida presupuestaria para la construcción del Estadio Nacional de Honduras.

## Cargos desempeñados
1. Director de la escuela Urbana y Rural de Langue, Departamento de Valle. Honduras 1913.
2. Director e inspector departamental de Educación Primaria, Departamento de Yoro, Honduras 1914-1918.
3. Director e inspector general de Educación Primaria de Honduras. 1919.
4. Director de la Escuela Primaria Rural de la Aldea la Macica, Departamento de Atlántida. 1920.
5. Director e inspector general de Educación Primaria Urbana. Tegucigalpa,M.D.C. 1920.
6. Director e inspector departamental de Educación Primaria. Departamento de Yoro. 1921.
7. Director de la Escuela Normal Central de Varones de Tegucigalpa, M.D.C.
8. Director general de Institución Primaria Honduras. 1924-1925.
9. Subdirector del Instituto Nacional y Escuela de Comercio Anexa. Tegucigalpa, M.D.C., 1925.
10. Profesor de Pedagogía de la Escuela Central Normal, Secundaria y Comercio. Honduras. 1927 a 1926.
11. Profesor de Metodología y Práctica Escolar en la Educación Normal de Señoritas de Tegucigalpa,M.D.C. 1930 a 1932.
12. Inspector de Escuelas y Colegios de San Salvador, El Salvador.
13. Subsecretario de Estado en el Despacho de Educación Pública de Honduras. 1943 a 1949.
14. Secretario de Estado en el Despacho de Educación Pública de Honduras. 1943 a 1949.
15. Embajador Extraordinario y Plenipotenciario de Honduras en Panamá. 1955 a 1958.
16. Embajador Extraordinario y Plenipotenciario de Honduras en Panamá 1964 a 1966.
17. Embajador Extraordinario y Plenipotenciario de Honduras en Perú. 1966 a 1969.

## Obras publicadas
1. La Educación Rural en Chile. 1929
2. Nuestra Reforma Educativa. 1931
3. Métodos Generales de Dirección del Aprendizaje.1935[3]
4. Problemas de La Educación Primaria. 1950[4]
5. Escuela de la Plenitud Infantil. 1950[5]
6. Problemas de la Educación Universitaria. 1956[6]
7. Las unidades de Trabajo.
8. Breves Notas sobre el Examen de la Inteligencia. 1947[7]
9. Métodos Especiales y Práctica Pedagógicas.
10. Problema de la Educación Secundaria.

## Reconocimiento póstumo
Escuela Profesor Ángel G. Hernández en la localidad de Aramecina Departamento de Valle.